# 언어는 휴가 중: 정서법의 별난 잡기
《언어는 휴가 중: 정서법의 별난 잡기》(Language on Vacation: An Olio of Orthographical Oddities)는 드미트리 보그먼이 쓰고 1965년 찰스 스크리브너즈 선 출판사(Charles Scribner's Sons)에서 발행한 책이다. 이 책은 퍼즐보다는 정보를 제공하는 측면에서 로골로지를 본격적으로 다룬 최초의 책으로 여겨지고 있다.
보그먼은 이 책의 세 가지 목적을 다음과 같이 열거하고 있다:
- 유희적 언어학을 현재의 유희적 수학 분야에서 즐기고 있는 고차원적인 수준으로 끌어올리고자 한다.
- 단어 속에 내재되어 있는 아름다움을 자각하고 그에 반응할 수 있는 독자 여러분의 자질을 일깨우고 배양하며 단어들을 접할 때 그런 아름다움을 어떻게 바라 볼 수 있는지 보여주고자 한다.
- 로골로지 연구가들이 사용하는 창조적인 형성 기술을 독자 여러분을 위해 분석하고 여러분 스스로 단어와 단어의 아름다움을 만드는 방법을 가르치고자 한다.

## 책의 목차
챕터:
- Chapter 1: Palindromes and Reversals
  - Section A: Word Palindromes
  - Section B: Word Reversals
  - Section C: Sentence Palindromes
  - Section D: Sentence Reversals
- Chapter 2: Transpositions
- Chapter 3: Anagrams and Antigrams
- Chapter 4: Word Surgery
- Chapter 5: Pangrammatics and Codes
- Chapter 6: Letters and Letter Patterns
- Chapter 7: Geometric Forms
- Chapter 8: Numerical Logology
- Chapter 9: The Presidency: A Study in Depth